# Tjocknäbbad kungstyrann
Tjocknäbbad kungstyrann (Tyrannus crassirostris) är en fågel i tättingfamiljen tyranner som huvudsakligen förekommer i Mexiko, men även in i sydvästligaste USA.

## Utseende och läten
Tjocknäbbad kungstyrann är en stor (20,5–24 cm) kungstyrann med kraftig nacke och, som namnet avslöjar, mycket kraftig näbb. Ovansidan är mörkt gråbrun med helmörk stjärt (flera andra kungstyranner har ljusa kanter eller ljus stjärtspets) och mörk ögonmask. Undersidan är ljusgul till vitaktig, beroende på ålder. Lätet beskrivs som ett strävt metalliskt fallande "to to to zweeeer" eller ett vasst stigande "kotoREEEF". Även klickande torra serier med "ket ket-ket ket..." hörs.

## Utbredning och systematik
Tjocknäbbad kungstyrann behandlas antingen som monotypisk eller delas in i två underarter med följande utbredning:
- Tyrannus crassirostris pompalis – förekommer från sydöstra Arizona längs mexikanska västkusten till Colima
- Tyrannus crassirostris crassirostris – förekommer i sydvästra Mexiko (Guerrero och Oaxaca), övervintrar i Guatemala

Arten observerades först 1958 i USA och har sedan dess expanderat långsamt åt norr.

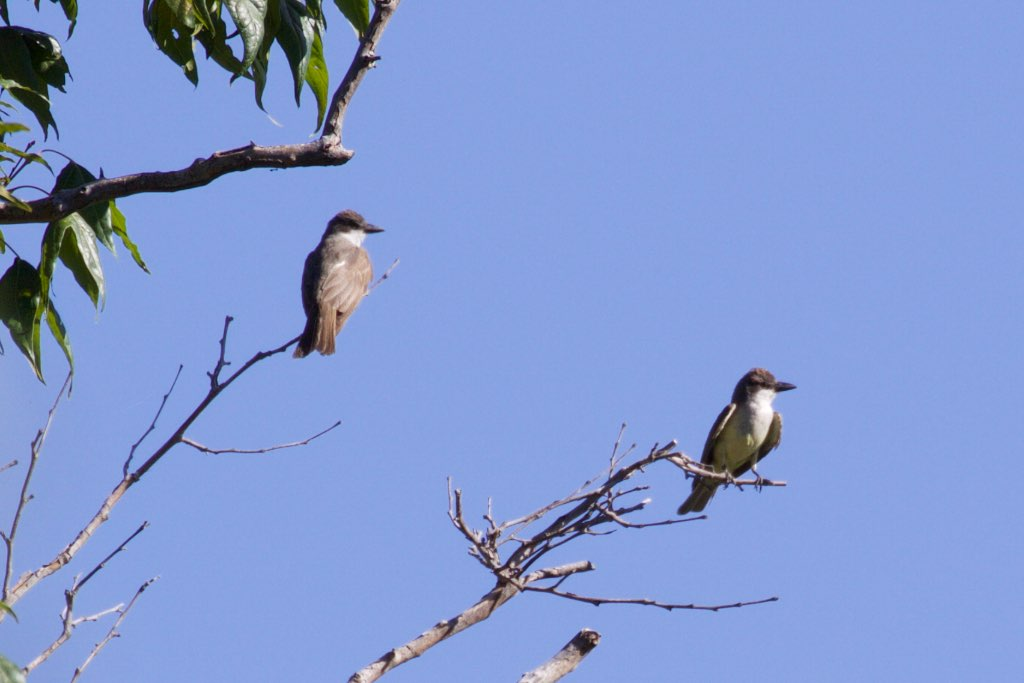
Häckande par tjocknäbbad kungstyrann i amerikanska delstaten Arizona.

## Levnadssätt
Tjocknäbbad kungstyrann hittas i torra och halvtorra områden i stånd med plataner (Platanus wrightii) nära låglänta vattendrag. Där ses den sitta på exponerade grenar på spaning efter insekter. Födan är dock dåligt känd; vid undersökning av maginnehåll hittades ett stort frö, vilket tyder på att den även tar frukt. En hona med fullt utvecklades ägg har noterats i början av juni i Arizona och bobygge från mitten av juni i New Mexico.

## Status och hot
Arten har ett stort utbredningsområde och tros öka i antal. Utifrån dessa kriterier kategoriserar internationella naturvårdsunionen IUCN arten som livskraftig (LC). Världspopulationen uppskattas till två miljoner individer. Den beskrivs som ganska vanlig till vanlig.